# Liste des chapitres de Edens Zero
Pour un article plus général, voir Edens Zero.
Cet article est un complément de l’article sur le manga Edens Zero. Il contient la liste des volumes du manga parus en presse.

## Arcs narratifs
Saga Cosmos Sakura :
1. Arc Intro (chapitres 1 à 3)
2. Arc Norma (chapitres 4 à 11)
3. Arc Skull Fairy (chapitres 12 à 14)
4. Arc Guilst (chapitres 15 à 28)
5. Arc Digitalis (chapitres 29 à 43)
6. Arc Mildian (chapitres 44 à 48)
7. Arc Sun Jewel (chapitres 49 à 68)
8. Arc Belial Gore (chapitres 69 à 99)
9. Arc Edens One (chapitre 100 à 104)

Saga Cosmos AOI :
1. Arc Red Cave (chapitres 105 à 111)
2. Arc Foresta (chapitre 112 à 133)
3. Arc Sandra (chapitre 134 à 138)
4. Arc Guerre d'Aoi (chapitres 139 à 169)

Saga Cosmos Kaede :
1. Arc X495 (chapitres 170 à 180)
2. Arc Guerre de Kaede (chapitres 181 à 216)

Saga Universe 0 :
1. Arc Recherche de l'équipage (chapitres 217 à 245)
2. Arc Cosmos Yukino (chapitres 246 à 255)
3. Arc Mother (chapitres 256 à 293)

## Liste des volumes

### Volumes 1 à 10
| no | Japonais          | Japonais          | Français          | Français                                                                  |
| no | Date de sortie    | ISBN              | Date de sortie    | ISBN                                                                      |
| --- | ----------------- | ----------------- | ----------------- | ------------------------------------------------------------------------- |
| 1 | 14 septembre 2018 | 978-4-06-513234-0 | 10 octobre 2018   | 978-2-8116-4611-0                                                         |
| Titre du volume : Dans le ciel de Sakura Personnages en couverture : Shiki, Rebecca et Happy au dessus d'une planèteListe des chapitres : - chap. 1 : Dans le ciel de Sakura (桜舞うソラに, Sakura mau sora ni) - chap. 2 : La jeune fille et le chat bleu (少女と青猫, Shōjo to ao neko) - chap. 3 : Les aventuriers (冒険者たち, Bōkensha-tachi) - chap. 4 : Norma (ノーマ, Nōma) |                   |                   |                   |                                                                           |
| 2 | 16 novembre 2018  | 978-4-06-513249-4 | 9 janvier 2019,   | 978-2-8116-4678-3 (édition standard) 978-2-8116-4747-6 (édition spéciale) |
| Titre du volume : Larmes de metal Personnages en couverture : Shiki, Rebecca, Happy, Wise Steiner jeune , E.M. Pino et SibylleListe des chapitres : - chap. 5 : Un homme nommé Wise (ワイズという男, Waizu to iu otoko) - chap. 6 : Thief, le voleur (盗賊, Shīfu) - chap. 7 : Larmes de métal (鉄の涙, Tetsu no namida) - chap. 8 : Sybille family ! Choc en vue ! (激突!! シビルファミリー, Gekitotsu!! Shibiru famirī) - chap. 9 : VS. Foot Brothers (vs. フットブラザーズ, vs. Futto Burazāzu) - chap. 10 : On est amis ! (友達だろ, Tomodachi daro) - chap. 11 : Machina maker (マキナ・メイカー, Makina Meikā) - chap. 12 : Le Skull Fairy (スカルフェアリー号, Sukaru Fearī-gō) - chap. 13 : Shiki vs. Erzy (シキ vs. エルシー, Shiki vs. Erushī) - chap. 14 : Renaissance (もう一度生まれる, Mō Ichido Umareru) |                   |                   |                   |                                                                           |
| 3 | 15 février 2019   | 978-4-06-513875-5 | 13 mars 2019      | 978-2-8116-4745-2                                                         |
| Titre du volume : Le vaisseau du grand démon Personnages en couverture : Shiki, Jin, Homura Kōgetsu, Witch et le vaisseau Edens ZeroListe des chapitres : - chap. 15 : Le cuirassé Grand Démon (魔王戦艦, Maō senkan) - chap. 16 : Sister (シスター, Shisutā) - chap. 17 : Collection (コレクション, Korekushon) - chap. 18 : L'autoroute où siffle le vent (風の鳴くハイウェイ, Kaze no naku haiwei) - chap. 19 : Des génies doués pour l'amusement (楽しい事を考える天才, Tanoshii koto o kangaeru tensai) - chap. 20 : Planète Guilst (惑星ギルスト, Wakusei Girusuto) - chap. 21 : Soul Blade (ソウルブレイド, Sōru Bureido) - chap. 22 : Opération évasion toutes nues (裸の脱出作戦, Hadaka no dasshutsu sakusen) - chap. 23 : Million Bullet (ミリオンバレット, Mirion Baretto)                                  |                   |                   |                   |                                                                           |
| 4 | 17 avril 2019     | 978-4-06-514881-5 | 22 mai 2019       | 978-2-8116-4880-0                                                         |
| Titre du volume : De nouveaux compagnons Personnages en couverture : Shiki, Rebecca, Happy, Sœur Ivly, Mosuko et HarmitListe des chapitres : - chap. 24 : Sister Ivly (シスター・イヴリィ, Shisutā Ivurii) - chap. 25 : Ajuste ta cible (狙いをさだめて, Nerai o sadamete) - chap. 26 : Deux Sisters (二人のシスター, Futari no shisutā) - chap. 27 : Opération fuite de Guilst (ギルスト脱出作戦, Girusuto dasshutsu sakusen) - chap. 28 : De nouveaux compagnons (新たな仲間たち, Aratana nakama-tachi) - chap. 29 : Iron Hill (アイアンヒル, Aian Hiru) - chap. 30 : Super planète virtuelle (超仮想惑星, Chōkasō wakusei) - chap. 31 : Le peuple de Digitalis (デジタリスの民, Dejitarisu no tami) - chap. 32 : Jamirov, le tueur fou (殺人鬼ジャミロフ, Satsujinki Jamirofu)                                       |                   |                   |                   |                                                                           |
| 5 | 17 juin 2019      | 978-4-06-515677-3 | 28 août 2019      | 978-2-8116-5028-5                                                         |
| Titre du volume : Feu d'artifice Personnages en couverture : Shiki, Rebecca, Happy, Wise, Pino, Homura, Harmit, Amira et JamirovListe des chapitres : - chap. 33 : La jeune fille sur la colline (丘の上の少女, Oka no ue no shōjo) - chap. 34 : Survis à cette nuit (この夜を生き抜け, Kono yoru o ikinuke) - chap. 35 : Le monstre et la jeune fille (怪物と少女, Kaibutsu to sōjo) - chap. 36 : GIA - chap. 37 : Shiki, le kaijû (大怪獣シキ, Daikaijū Shiki) - chap. 38 : 22 coups (22発, Nijūni-hatsu) - chap. 39 : Spider, le génial hacker (天才ハッカー・スパイダー, Tensai Hakkā Supaidā) - chap. 40 : Opération C7 (C7号作戦, Shī-nana-gō sakusen) - chap. 41 : Feu d'artifice (花火, Hanabi) |                   |                   |                   |                                                                           |
| 6 | 17 septembre 2019 | 978-4-06-516233-0 | 20 novembre 2019  | 978-2-8116-5184-8                                                         |
| Titre du volume : Les mots sont source de force Personnages en couverture : Shiki, Xiaomei, Homura et ValkyrieListe des chapitres : - chap. 42 : Le rêve de Pino (ピーノの夢, Pīno no yume) - chap. 43 : L'odeur de l'argent (金の匂い, Kane no nioi) - chap. 44 : Le palais de la connaissance (知識の宮殿, Chishiki no kyūden) - chap. 45 : Battle colosseum (バトルコロシアム, Batoru Koroshiamu) - chap. 46 : Les bruits de pas de la guerrière vierge (戦乙女の足音, Ikusa otome no ashioto) - chap. 47 : Les mots sont source de force (言葉は強さを与える, Kotoba wa tsuyosa o ataeru) - chap. 48 : Depuis la planète de l'infini (永永無窮の星より, Eiei mukyū no hoshi yori) - chap. 49 : Captain Connor (キャプテン・コナー, Kyaputen Konā) - chap. 50 : Dame écarlate (紅婦人, Kurenai fujin)                |                   |                   |                   |                                                                           |
| 7 | 15 novembre 2019  | 978-4-06-516893-6 | 29 janvier 2020   | 978-2-8116-5232-6                                                         |
| Titre du volume : Aller de l'avant Personnages en couverture : Shiki, Rebecca et PinoListe des chapitres : - chap. 51 : Stones (鉱石生命体, Sutōnzu) - chap. 52 : Le gantelet écarlate (紅の籠手, Kurenai no kote) - chap. 53 : Poyo Poyo Rubi (ポヨポヨ ルビーちゃん, Poyo Poyo Rubī-chan) - chap. 54 : La vérité est dans le cube (真実はキューブの中に, Shinjitsu wa kyūbu no naka ni) - chap. 55 : Black Rock (ブラックロック, Burakku Rokku) - chap. 56 : Reset (リセット, Risetto) - chap. 57 : La mère des machines (機械の母, Kikai no haha) - chap. 58 : Retrouvailles silencieuses (沈黙の再会, Chinmoku no saikai) - chap. 59 : Aller de l'avant (きっと前へ進める, Kitto mae e susumeru) |                   |                   |                   |                                                                           |
| 8 | 17 février 2020   | 978-4-06-517355-8 | 18 mars 2020      | 978-2-8116-5395-8                                                         |
| Titre du volume : Ceux qu'on aime Personnages en couverture : Shiki, Wise, Rebecca, Homura, la Dame Ecarlate, Nino, Garrett et BakuListe des chapitres : - chap. 60 : Jusqu'au jour où ça deviendra une force (いつか強さに変わるまで, Itsuka tsuyosa ni kawaru made) - chap. 61 : Voici Arsenal (アーセナル参上, Āsenaru sanjō) - chap. 62 : Ma légende (オレの伝説, Ore no densetsu) - chap. 63 : L'héritier (意志を継ぐ者, Ishi o tsugu mono) - chap. 64 : Leaper (跳躍者, Rīpā) - chap. 65 : L'épéiste immobilisé (剣士は動けない, Kenshi wa ugokenai) - chap. 66 : La gravité va t'écraser (重力がおまえを潰す, Jūryoku ga omae o tsubusu) - chap. 67 : Ceux qu'on aime (愛する者, Aisuru mono) - chap. 68 : Valkyrie (ヴァルキリー, Varukirī)                                                                     |                   |                   |                   |                                                                           |
| 9 | 17 avril 2020     | 978-4-06-518522-3 | 1er juillet 2020  | 978-2-8116-5561-7                                                         |
| Titre du volume : Ne pleure pas Personnages en couverture : Witch, Laguna, Faye, Sylphe et DaichiListe des chapitres : - chap. 69 : Le rêve de Rebecca... (レベッカの見た夢は…, Rebekka no mita yume wa...) - chap. 70 : Belial Gore (ベリアル・ゴア, Beriaru Goa) - chap. 71 : La sorcière d'acier (鋼鉄の魔女, Kōtetsu no majo) - chap. 72 : Element 4 (エレメント4, Eremento Fō) - chap. 73 : Ne pleure pas (涙を流すな, Nami o nagasu na) - chap. 74 : Wise vs. Laguna (ワイズ vs. ラグナ, Waizu vs. Raguna) - chap. 75 : Le vent qui souffle sur Cosmos Sakura (桜宇宙に吹く風, Sakura kosumosu ni fuku kaze) - chap. 76 : Rebecca vs. Sylphe (レベッカ vs. シルフ, Rebekka vs. Shirufu) - chap. 77 : Les liens du vent (風の絆, Kaze no kizuna)                                                                   |                   |                   |                   |                                                                           |
| 10 | 17 juin 2020      | 978-4-06-519436-2 | 16 septembre 2020 | 978-2-8116-5668-3                                                         |
| Titre du volume : Notre futur Personnages en couverture : Shiki, Rebecca, Happy, Pino, Wise, Homura, Harmit, Sœur Ivly, Mosuko et WitchListe des chapitres : - chap. 78 : N°29 (29号, Nijūkyū-gō) - chap. 79 : Celui qui repousse et celui qui dérobe (拒む者と奪う者, Kobamu mono to ubau mono) - chap. 80 : La pièce de 60 jours (60日記念コイン, Rokujū-nichi kinen koin) - chap. 81 : Médiation (仲裁, Chūsai) - chap. 82 : Morale (説教, Sekkyō) - chap. 83 : Coups de feu en sous-sol (地下道に響く銃声, Chikadō ni hibiku jūsei) - chap. 84 : Un monde sans Shiki (シキがいない世界, Shiki ga inai sekai) - chap. 85 : Notre futur (オレたちの未来, Ore-tachi no mirai) - chap. 86 : EZ-Attack |                   |                   |                   |                                                                           |

### Volumes 11 à 20
| no | Japonais          | Japonais          | Français          | Français          |
| no | Date de sortie    | ISBN              | Date de sortie    | ISBN              |
| --- | ----------------- | ----------------- | ----------------- | ----------------- |
| 11 | 17 août 2020      | 978-4-06-520331-6 | 4 novembre 2020   | 978-2-8116-5866-3 |
| Titre du volume : Shiki vs. Drakkhen Personnages en couverture : Shiki, Homura, Harmit, Sœur Ivly, Witch, Drakkhen et NoaListe des chapitres : - chap. 87 : 4 vs. 4 - chap. 88 : God Eye (ゴッドアイ, Goddo Ai) - chap. 89 : Harmit vs. Faye (ハーミット vs. ファイ, Hāmitto vs. Fai) - chap. 90 : Sister vs. Daichi (シスター vs. ダイチ, Shisutā vs. Daichi) - chap. 91 : Homura vs. Sylphe (ホムラ vs. シルフ, Homura vs. Shirufu) - chap. 92 : Le sabre d'Edens (エデンズの剣, Edenzu no tsurugi) - chap. 93 : Abattoir (処刑場, Shokeijō) - chap. 94 : Shiki vs. Drakkhen (シキ vs. ドラッケン, Shiki vs. Dorakken) - chap. 95 : Chris Rutherford (クリス・ラザフォード, Kurisu Razafōdo) |                   |                   |                   |                   |
| 12 | 16 octobre 2020   | 978-4-06-521010-9 | 6 janvier 2021    | 978-2-8116-5945-5 |
| Titre du volume : L'avènement du grand démon Personnages en couverture : ShikiListe des chapitres : - chap. 96 : Souvenirs d'un jeune garçon (少年の記憶, Shōnen no kioku) - chap. 97 : C'est maintenant (今がその時, Ima ga sono toki) - chap. 98 : L'avènement du grand démon (魔王降臨, Maō kōrin) - chap. 99 : Le pendentif (ペンダント, Pendanto) - chap. 100 : Edens One - chap. 101 : Singularity (シンギュラリティ, Shingyurariti) - chap. 102 : L'heure des adieux (別れの時, Wakare no toki) - chap. 103 : Choc frontal dans le cosmos (激闘の宇宙, Gekitō no sora) - chap. 104 : Celle qu'on appelait la pirate (海賊と呼ばれ女, Kaizoku to tobare onna) |                   |                   |                   |                   |
| 13 | 15 janvier 2021   | 978-4-06-521480-0 | 17 mars 2021      | 978-2-8116-6260-8 |
| Titre du volume : Dragon Fall Personnages en couverture : Shiki, Rebecca, Happy, Pino, Wise, Homura, Harmit, Sœur Ivly, Mosuko, Witch, Jin et KleeneListe des chapitres : - chap. 105 : Dragon fall (ドラゴンフォール, Doragonfōru) - chap. 106 : Le temps de la prière (祈りの間, Inori no ma) - chap. 107 : La planète où tombent les étoiles (星降る惑星, Hoshi furu wakusei) - chap. 108 : Nadia l'amour de ma vie (我が最愛のナディア, Waga saiai no Nadia) - chap. 109 : Red cave, la grotte rouge (赤い洞窟, Reddo Keibu) - chap. 110 : La machine qui tombe amoureuse (恋する機械, Koisuru kikai) - chap. 111 : Ce ciel qui ne m'est pas inconnu (いつか見たあの空を, Itsuka mita ano sora o) - chap. 112 : Celui qui vit sur un vaisseau (船で生きる者, Fune de ikiru mono) - chap. 113 : Devenir un chien (犬になる, Inu ni naru) |                   |                   |                   |                   |
| 14 | 17 mars 2021      | 978-4-06-521639-2 | 26 mai 2021       | 978-2-8116-6306-3 |
| Titre du volume : Stardrain Personnages en couverture : Justice, Erzy et ShikiListe des chapitres : - chap. 114 : Colle (接着剤, Setchakuzai) - chap. 115 : La bataille de Foresta (フォレスタの戦い, Foresuta no tatakai) - chap. 116 : Le nettoyeur aérien (空中の掃除人, Kūchū no sōjinin) - chap. 117 : Shiki vs Orc (シキVS.オーク, Shiki VS. Ōku) - chap. 118 : Stardrain (スタードレイン, Sutā Dorein) - chap. 119 : Homura vs Mora (ホムラVS.モラ, Homura vs. Mora) - chap. 120 : Rebecca vs Britney (レベッカVS.ブリトニー, Rebekka VS. Buritonī) - chap. 121 : Ma chère breloque (愛しいガラクタちゃん, Itoshii garakuta-chan) - chap. 122 : Le géant de la victoire (勝利の巨人, Shōri no kyojin) |                   |                   |                   |                   |
| 15 | 17 mai 2021       | 978-4-06-523141-8 | 15 juillet 2021   | 978-2-8116-6323-0 |
| Titre du volume : Pour pouvoir rire beaucoup Personnages en couverture : Harmit, Wise, Müller, Xenolith, Shiki et KleeneListe des chapitres : - chap. 123 : La lumière de la justice (正義の光, Seigi no hikari) - chap. 124 : Kiss & die - chap. 125 : Cœur de gravité (重心, Jūshin) - chap. 126 : Ce professeur est cruel (その博士､ 狂暴につき, Sono hakase, kyōbō ni tsuki) - chap. 127 : Système de fin (終末システム, Shūmatsu Shisutemu) - chap. 128 : Ce qui compte (大切なもの, Taisetsu na Mono) - chap. 129 : Pour pouvoir rire beaucoup... (たくさん笑う為に, Takusan Warau Tame ni) - chap. 130 : Oceans 6 (オーシャンズ6, Ōshanzu 6) - chap. 131 : VR-C |                   |                   |                   |                   |
| 16 | 16 juillet 2021   | 978-4-06-524027-4 | 29 septembre 2021 | 978-2-8116-6514-2 |
| Titre du volume : La grande guerre d'Aoi : ouverture Personnages en couverture : Laguna, Wise, Shiki, Rebecca, Homura, E.M. Pino, Happy, Ibaraki et ShuraListe des chapitres : - chap. 132 : La sorcière du temps (時の魔女, Toki no Majo) - chap. 133 : La trace de Ziggy (ジギーの軌跡, Jigī no Kiseki) - chap. 134 : Judgement day (ジャッジメント・デイ, Jajjimento Dei) - chap. 135 : Oasis dans le désert (砂漠のオアシス, Sabaku no Oashisu) - chap. 136 : Goodwin (グッドウィン, Guddowin) - chap. 137 : Empire Dice (帝国歴程, Enpaia Daisu) - chap. 138 : La grande guerre d'Aoi : ouverture (葵大戦の序曲, Aoi Taisen no Jokyoku) - chap. 139 : Eclair blanc (白い閃光, Shiroi Senkō) - chap. 140 : A l'assaut de Nero 66 (突入!! 惑星ネロ66, Totsunyū!! Wakusei Nero Roku-jū Roku)                                              |                   |                   |                   |                   |
| 17 | 17 septembre 2021 | 978-4-06-524836-2 | 8 décembre 2021   | 978-2-8116-6612-5 |
| Titre du volume : Un monde gris Personnages en couverture : Witch, Shiki, Nasseh, Lyra, Callum, Milani et IjunaListe des chapitres : - chap. 141 : Un monde gris (灰色の世界, Haiiro no Sekai) - chap. 142 : Shiki vs Shura (シキ vs. シュラ) - chap. 143 : Je n'ai rien contre vous (おまえたちは悪くねェ, Omaetachi wa Warukunee) - chap. 144 : L'univers des miroirs (鏡世界, Kagami Sekai)) - chap. 145 : Homura vs Mirani (ホムラ vs. ミラーニ, Homura vs. Mirāni) - chap. 146 : Avant de voler en éclats (散りゆく前に, Chiriyuku Mae ni) - chap. 147 : Colère, peur et tristesse (怒りと恐怖と悲しみ, Ikari to Kyōfu to Kanashimi) - chap. 148 : Eye of Horus (アイ・オブ・ホルス, Ai obu Horusu) - chap. 149 : Pouvoir perdu (失った力, Ushinatta Chikara)                                                                          |                   |                   |                   |                   |
| 18 | 17 novembre 2021  | 978-4-06-525998-6 | 2 février 2022    | 978-2-8116-6687-3 |
| Titre du volume : Le faux 5 Personnages en couverture : Shiki et Noa du futur, Homura, Wise, Kleene, Kris et RebeccaListe des chapitres : - chap. 150 : Wise vs Nasse (ワイズVS.ナセ, Waizu vs. Nase) - chap. 151 : Empreinte de main (手形, Tegata) - chap. 152 : Lost Cards (ロストカード, Rosuto Kādo) - chap. 153 : Le faux 5 (偽りの5, Itsuwari no Go) - chap. 154 : Mécanique céleste ninjutsu (天械流忍術, Tenkai-ryū Ninjutsu) - chap. 155 : Le vent des Rutherford (ラザフォードの風, Razafōdo no Kaze) - chap. 156 : Dieu des bêtes (獣神, Jūshin) - chap. 157 : Le fil rouge du destin (運命の赤い糸, Unmei no Akai Ito) - chap. 158 : La folie d'un homme qui ignore l'amour (愛を知らぬ男の狂気, Ai o Shiranu Otoko no Kyōki)                                                                                                  |                   |                   |                   |                   |
| 19 | 17 février 2022   | 978-4-06-526892-6 | 20 avril 2022     | 978-2-8116-6882-2 |
| Titre du volume : Eparpillés dans le cosmos bleu Personnages en couverture : Valkirie, Witch, Sœur Ivly et HarmitListe des chapitres : - chap. 159 : Le fil des liens (絆の糸, Kizuna no Ito) - chap. 160 : Eparpillés dans le cosmos bleu (葵の宇宙に散る, Aoi no Umi ni Chiru) - chap. 161 : Encore des vies qui disparaissent (さらに命は消えてゆく, Sara ni Inochi wa Kiete Yuku) - chap. 162 : Ziggy vs Nero (ジギーVS.ネロ, Jigī vs. Nero) - chap. 163 : Wormhole (ワームホール, Wāmuhōru) - chap. 164 : Le ciel noir qui s'abat (黒い天空が降り注ぐ, Kuroi Tenkū ga Furisosogu) - chap. 165 : Embranchement (分岐点, Bunkiten) - chap. 166 : Je vous aime (大好き, Daisuki) - chap. 167 : A jamais dans nos cœurs (生きた証を胸に, Ikita Akashi o Mune ni)                                                                           |                   |                   |                   |                   |
| 20 | 15 avril 2022     | 978-4-06-527525-2 | 13 juillet 2022   | 978-2-8116-6979-9 |
| Titre du volume : Trois ans plus tard Personnages en couverture : Shiki, Rebecca, Wise, Homura, Happy, Pino et le Capitaine ConnorListe des chapitres : - chap. 168 : Un océan d'étoiles (星の海, Hoshi no Umi) - chap. 169 : Déclaration (宣言, Sengen) - chap. 170 : 3 ans plus tard (3 Years Later) - chap. 171 : Wander in space (wander in space) - chap. 172 : Univers 3 (ユニバース3, Yunibāsu 3) - chap. 173 : Chute de plume (舞い降りる羽, Maioriru Hane) - chap. 174 : Bouge de là, toi (そこ どいてくれ, Soko, Doitekure) - chap. 175 : Cet homme, c'est le capitaine (その男､キャプテン, Sono Otoko, Kyaputen) - chap. 176 : La planète Daria (惑星ダリア, Wakusei Daria) |                   |                   |                   |                   |

### Volumes 21 à 30
| no | Japonais          | Japonais          | Français          | Français          |
| no | Date de sortie    | ISBN              | Date de sortie    | ISBN              |
| --- | ----------------- | ----------------- | ----------------- | ----------------- |
| 21 | 17 juin 2022      | 978-4-06-520331-6 | 14 septembre 2022 | 978-2-8116-7188-4 |
| Titre du volume : Opération croque étoile Personnages en couverture : Shiki, Rebecca, Homura, Wise, Erzy, Hawley, Deadend Crow et God AcnoellaListe des chapitres : - chap. 177 : Le jugement sacré (聖なる裁き, Seinaru Sabaki) - chap. 178 : Rebecca et Laviria (レベッカとラビリア, Rebekka to Rabiria) - chap. 179 : Deadend Crow (デッドエンド・クロウ, Deddoendo Kurō) - chap. 180 : Opération croque étoile (星咬作戦, Hoshigami Sakusen) - chap. 181 : La grande bataille de Kaede : ouverture (楓大戦の序曲, Kaede Taisen no Jokyoku) - chap. 182 : La vierge guerrière modèle 95 (戦乙女九五式, Ikusa Otome Kyūjūgo-shiki) - chap. 183 : Le Lendard (ル・レンダード, Ru Rendādo) - chap. 184 : Elsie contre Jiggy (エルシーVS.ジギー, Erushī VS. Jigī) - chap. 185 : Arène d'érosion (侵食の闘技場, Shinshoku no Tōgijō)                                     |                   |                   |                   |                   |
| 22 | 17 août 2022      | 978-4-06-528658-6 | 16 novembre 2022  | 978-2-8116-7295-9 |
| Titre du volume : Ether de toute chose Personnages en couverture : Shiki, Wizard, Killer, Clown, BrigandineListe des chapitres : - chap. 186 : Programme subspatial (亜空間プログラム, Akūkan Puroguramu) - chap. 187 : Shiki contre Wizard (シキ vs. ウィザード, Shiki vs. Wizādo) - chap. 188 : Dix% (一割, Ichiwari) - chap. 189 : Rebecca contre Clown (レベッカVS.クラウン, Rebekka vs. Kuraun) - chap. 190 : Le cirque infernal (地獄のサーカス, Jigoku no sākasu) - chap. 191 : Infirmières zombies (ゾンビナース, Zonbi Nāsu) - chap. 192 : Weisz contre Killer (ワイズVS.キラー, Waizu vs. Kirā) - chap. 193 : Un bon garçon (やさしい子, Yasashī Ko) - chap. 194 : Ether de toutes choses (万物のエーテル, Banbutsu no ēteru) |                   |                   |                   |                   |
| 23 | 17 octobre 2022   | 978-4-06-529414-7 | 18 janvier 2023   | 978-2-8116-7439-7 |
| Titre du volume : Alternative Personnages en couverture : Shiki, Ziggy, NoxListe des chapitres : - chap. 195 : Fausse story (偽りのストーリー, Itsuwari no Sutōrī) - chap. 196 : L'extinction des étoiles brillantes (四煌星全滅, Yon Kiraboshi Zenmetsu) - chap. 197 : Sûr de soi (自信, Jishin) - chap. 198 : Cauchemar (悪夢, Akumu) - chap. 199 : Saint-Fire Nox (セントファイア・ノックス, Sentofaia nokkusu) - chap. 200 : Alternative (オルタナティブ, Orutanatibu) - chap. 201 : Melt (メルト, Meruto) - chap. 202 : Démasqué (素顔, Sugao) - chap. 203 : Ziggy (ジギー, Jigī) |                   |                   |                   |                   |
| 24 | 16 décembre 2022  | 978-4-06-529939-5 | 15 mars 2023      | 978-2-8116-7705-3 |
| Titre du volume : Origine 0 Personnages en couverture : Shiki et RebeccaListe des chapitres : - chap. 204 : Point Zero (原点0, Genten Zero) - chap. 205 : 3173 - chap. 206 : Traitre (裏切り者, Uragirimono) - chap. 207 : Briller (輝く為に, Kagayaku Tame ni) - chap. 208 : Dead End (デッドエンド, Deddo Endo) - chap. 209 : Temps renouvelé (動き出した時間, Ugokidashita Jikan) - chap. 210 : Le Vrai Ennemi (真の敵, Shin no Teki) - chap. 211 : Bain de sang (惨劇, Sangeki) - chap. 212 : Möbius (メビウス, Mebiusu) |                   |                   |                   |                   |
| 25 | 17 février 2023   | 978-4-06-530529-4 | 17 mai 2023       | 978-2-8116-7907-1 |
| Titre du volume : Le dernier monde Personnages en couverture : Shiki, Justice, Erzy et ZiggyListe des chapitres : - chap. 213 : Si nous n'avons pas à nous battre... (戦わずに済むのなら, Tatakawazu ni Sumu no Nara) - chap. 214 : Comme une... (一つに…, Hitotsu ni...) - chap. 215 : Du fond de la Terre (地の底より出る, Chi no Soko yori Izuru) - chap. 216 : Dans les années qui s'effacent (失われた時の中で, Ushinawareta Toki no Naka de) - chap. 217 : Père, mère et fille (父と母と娘, Chichi to Haha to Musume) - chap. 218 : Saintfeu (セントファイア, Sentofaia) - chap. 219 : Le dernier monde (最後の世界, Saigo no Sekai) - chap. 220 : Étherion (エーテリオン, Ēterion) - chap. 221 : De retour dans le ciel où dansent les fleurs de cerisier (桜舞うソラの頃に, Sakura Mau Sora no Koro ni)                                                        |                   |                   |                   |                   |
| 26 | 17 avril 2023     | 978-4-06-531238-4 | 12 juillet 2023   | 978-2-8116-8051-0 |
| Titre du volume : Un monde heureux Personnages en couverture : Shiki, Rebecca, Sister, Weisz, Happy et PinoListe des chapitres : - chap. 222 : Un monde heureux (幸な世界, Shiawase na Sekai) - chap. 223 : Mémoire et capacité (記憶と能力, Kioku to Nōryoku) - chap. 224 : Planète Guilst (Univers 0) (惑星ギルスト(U0), Wakusei Girusuto (Yunibāsu Zero)) - chap. 225 : Le paradis de Moscoy (モスコイ天国, Mosukoi Hebun) - chap. 226 : Dieu de la mer (海神, Kaishin) - chap. 227 : Puissance et corps (力と体, Chikara to Karada) - chap. 228 : Gunner (ガンナー, Gannā) - chap. 229 : Tireur d'élite (狙撃者, Shogekisha) - chap. 230 : Forme d'Ēther (エーテルの形, Ēteru no Katachi) |                   |                   |                   |                   |
| 27 | 14 juillet 2023   | 978-4-06-531893-5 | 25 octobre 2023   | 978-2-8116-8326-9 |
| Titre du volume : Les larmes de Kurenai Personnages en couverture : Valkirie, Homura et KurenaiListe des chapitres : - chap. 231 : Conditions d'un héros (英雄の条件, Eiyū no Jōken) - chap. 232 : Sun Jewel (U0) (サンジュエル(U0), San Jueru Yunibāsu Zero) - chap. 233 : Éclair d'épée (剣閃, Kensen) - chap. 234 : Les larmes de Kurenai (紅の涙, Kurenai no Namida) - chap. 235 : Over ν Etherion (オーバーνエーテリオン, Ōbā Nyū Ēterion) - chap. 236 : 1+4+6 - chap. 237 : Planète perdue (消えた惑星, Kieta Wakusei) - chap. 238 : Rencontre fortuite sur les sables (砂上の邂逅, Sajō no Kaigō) - chap. 239 : Et c'est sorti !! (出た！！, Deta!!) |                   |                   |                   |                   |
| 28 | 14 septembre 2023 | 978-4-06-532890-3 | 20 mars 2024      | 978-2-8116-8471-6 |
| Titre du volume : Comme la mer profonde Personnages en couverture : Shiki, ShuraListe des chapitres : - chap. 240 : Les émotions anormales du docteur (博士の異常な感情, Hakase no Ijōna Kanjō) - chap. 241 : Sortie Valkyrie (ヴァルキリー出撃, Varukirī Shutsugeki) - chap. 242 : Le piège de Muller (ミュラーの罠, Myurā no Wana) - chap. 243 : D'où vient ce chat (その猫はどこから来たのか, Sono Neko wa Doko kara Kita no ka) - chap. 244 : Pluie de fer (鉄の雨, Tetsu no Ame) - chap. 245 : Comme la mer profonde (深き海の如く, Fukaki Umi no Gotoku) - chap. 246 : Reina et Hamrio (レイナとハムリオ, Reina to Hamurio) - chap. 247 : Vers le champ de bataille (戦いの舞台へ, Tatakai no Butai e) - chap. 248 : Cosmos Yukino (雪宇宙, Yukino Kosumosu) |                   |                   |                   |                   |
| 29 | 16 novembre 2023  | 978-4-06-533545-1 | 15 mai 2024       | 978-2-8116-8613-0 |
| Titre du volume : De l'éternité lointaine Personnages en couverture : Rebecca, Wise X492, Bernadette X492 et Joker HelixListe des chapitres : - chap. 249 : Au temps calme (静かなる時の中で, Shizuka naru Toki no Naka de) - chap. 250 : Joker (ジョーカー, Jōkā) - chap. 251 : Évadez-vous de la planète Miltz (惑星ミルツ脱出編, Wakusei Mirutsu Dasshutsu-hen) - chap. 252 : Début du jeu (ＧＡＭＥ ＳＴＡＲＴ, Gēmu Sutāto) - chap. 253 : Étape 1 (ＳＴＡＧＥ１, Sutēji 1) - chap. 254 : Étape 2 (ＳＴＡＧＥ２, Sutēji 2) - chap. 255 : Un cosmos inexploré (未開の宇宙, Mikai no Uchū) - chap. 256 : De l'éternité lointaine (悠久の時より, Yūkyū no Toki yori) - chap. 257 : Leonard (レナード, Renādo) |                   |                   |                   |                   |
| 30 | 17 janvier 2024   | 978-4-06-534178-0 | 10 juillet 2024   | 978-2-8116-9017-5 |
| Titre du volume : Quand je suis arrivé... Personnages en couverture : Shiki Granbell, Rebecca Bluegarden, Happy, Weisz Steiner (X442), E.M. Pino, Witch Regret, Homura Kōgetsu, Mosco Versa-0, Sister Ivry, Hermit Mio, Valkyrie Yuna, Kris Rutherford, Kleene Rutherford et Laguna HusertListe des chapitres : - chap. 258 : Forme de l'étoile (星の形, Hoshi no Katachi) - chap. 259 : Edens One entrée (エデンズ ワン突入!!, Edenzu Wan Totsunyū!!) - chap. 260 : Cosmos (コスモ, Kosumo) - chap. 261 : Vie/Mort (生／死, Sei/Shi) - chap. 262 : Juste une fois de plus (Ｊｕｓｔ ｏｎｅ ｍｏｒｅ ｔｉｍｅ, Jasuto Wan Moa Taimu) - chap. 263 : Luna (ルナ, Runa) - chap. 264 : Override (オーバーライド, Ōbāraido) - chap. 265 : Quand je suis arrivé... (辿り着いた先には…, Tadori Tsuita Saki ni wa…) - chap. 266 : Guerrier de l'amour (愛の戦士, Ai no Senshi) |                   |                   |                   |                   |

### Volumes 31 à 33
| no | Japonais       | Japonais          | Français          | Français          |
| no | Date de sortie | ISBN              | Date de sortie    | ISBN              |
| --- | -------------- | ----------------- | ----------------- | ----------------- |
| 31 | 15 mars 2024   | 978-4-06-534866-6 | 18 septembre 2024 | 978-2-8116-9222-3 |
| Titre du volume : Mère... Personnages en couverture : Witch Regret, Sister Ivry, Hermit Mio et Valkyrie YunaListe des chapitres : - chap. 267 : Mère et l'enfant (母と子, Haha to Ko) - chap. 268 : Ziggy contre Void (ジギーｖｓ．ヴォイド, Jigī vs. Voido) - chap. 269 : Danse des épées (剣の舞, Tsurugi no Mai) - chap. 270 : Hermit spécial (ハーミットスペシャル, Hāmitto Supesharu) - chap. 271 : La vie ou l'avenir (命か未来か, Inochi ka Mirai ka) - chap. 272 : Mère... (母なる..., Haha Naru...) - chap. 273 : Purification (自浄, Jijō) - chap. 274 : La Terre s'effondre (地球崩壊, Chikyū Hōkai) - chap. 275 : Naissance de quatre étoiles brillantes (四煌星誕生, Shikōsei Tanjō) |                |                   |                   |                   |
| 32 | 17 juin 2024   | 978-4-06-535505-3 | 20 novembre 2024  | 978-2-8116-9214-8 |
| Titre du volume : Personnages en couverture :Liste des chapitres : - chap. 276 : La décision de Shiki (ツキの決断, Shiki no Ketsudan) - chap. 277 : La mère disparue (消えゆくマザー, Kie Yuku Mazā) - chap. 278 : B-Cuper (B・キューパー, B Kyūpā) - chap. 279 : Super Ziggy (スーパージギー, Sūpā Jigī) - chap. 280 : Lance du vent (風の槍, Kaze no Yari) - chap. 281 : Lady Freyja (レディ・フレイヤ, Redi Fureiya) - chap. 282 : 焔 (Homura) - chap. 283 : 時の体内 (Toki no Naka) - chap. 284 : ゼノフレア (Zenofurea) |                |                   |                   |                   |
| 33 | 16 août 2024   | 978-4-06-536511-3 | 8 janvier 2025    | 978-2-8116-9497-5 |
| Liste des chapitres : - chap. 285 : 0対1 (Zero Tai Wan) - chap. 286 : 時の子 (Toki no Ko) - chap. 287 : 1072J (1072 Jūru) - chap. 288 : 友達になれたら (Tomodachi ni Naretara) - chap. 289 : 再生 (Saisei) - chap. 290 : 時を食べる少女 (Toki o Taberu Shōjo) - chap. 291 : 私の役目 (Watashi no Yakume) - chap. 292 : 友達は終わらない (Tomodachi wa Owaranai) - chap. 293 : 友達 (Tomodachi) |                |                   |                   |                   |

### Œuvres

#### Édition japonaise
1. 1 2  (ja) « 寄宿学校のジュリエット（１） », sur Kōdansha (consulté le 23 septembre 2018)
2. 1 2  (ja) « 寄宿学校のジュリエット（２） », sur Kōdansha (consulté le 8 novembre 2020)
3. 1 2  (ja) « 寄宿学校のジュリエット（３） », sur Kōdansha (consulté le 8 novembre 2020)
4. 1 2  (ja) « 寄宿学校のジュリエット（４） », sur Kōdansha (consulté le 8 novembre 2020)
5. 1 2  (ja) « 寄宿学校のジュリエット（５） », sur Kōdansha (consulté le 8 novembre 2020)
6. 1 2  (ja) « 寄宿学校のジュリエット（６） », sur Kōdansha (consulté le 8 novembre 2020)
7. 1 2  (ja) « 寄宿学校のジュリエット（７） », sur Kōdansha (consulté le 8 novembre 2020)
8. 1 2  (ja) « 寄宿学校のジュリエット（８） », sur Kōdansha (consulté le 8 novembre 2020)
9. 1 2  (ja) « 寄宿学校のジュリエット（９） », sur Kōdansha (consulté le 8 novembre 2020)
10. 1 2  (ja) « 寄宿学校のジュリエット（１０） », sur Kōdansha (consulté le 8 novembre 2020)
11. 1 2  (ja) « 寄宿学校のジュリエット（１１） », sur Kōdansha (consulté le 8 novembre 2020)
12. 1 2  (ja) « 寄宿学校のジュリエット（１２） », sur Kōdansha (consulté le 8 novembre 2020)
13. 1 2  (ja) « 寄宿学校のジュリエット（１３） », sur Kōdansha (consulté le 8 novembre 2020)
14. 1 2  (ja) « 寄宿学校のジュリエット（１４） », sur Kōdansha (consulté le 7 février 2021)
15. 1 2  (ja) « 寄宿学校のジュリエット（１５） », sur Kōdansha (consulté le 1er mai 2021)
16. 1 2  (ja) « 寄宿学校のジュリエット（１６） », sur Kōdansha (consulté le 24 juin 2021)
17. 1 2  (ja) « 寄宿学校のジュリエット（１７） », sur Kōdansha (consulté le 12 août 2021)
18. 1 2  (ja) « 寄宿学校のジュリエット（８） », sur Kōdansha (consulté le 23 septembre 2021)
19. 1 2  (ja) « 寄宿学校のジュリエット（１９） », sur Kōdansha (consulté le 7 janvier 2022)
20. 1 2  (ja) « 寄宿学校のジュリエット（２０） », sur Kōdansha (consulté le 23 février 2022)
21. 1 2  (ja) « 寄宿学校のジュリエット（２１） », sur Kōdansha (consulté le 10 mai 2022)
22. 1 2  (ja) « 寄宿学校のジュリエット（２２） », sur Kōdansha (consulté le 6 juillet 2022)
23. 1 2  (ja) « 寄宿学校のジュリエット（２３） », sur Kōdansha (consulté le 31 août 2022)
24. 1 2  (ja) « 寄宿学校のジュリエット（２４） », sur Kōdansha (consulté le 9 novembre 2022)
25. 1 2  (ja) « 寄宿学校のジュリエット（２５） », sur Kōdansha (consulté le 28 décembre 2022)
26. 1 2  (ja) « 寄宿学校のジュリエット（２６） », sur Kōdansha (consulté le 24 février 2023)
27. 1 2  (ja) « 寄宿学校のジュリエット（２７） », sur Kōdansha (consulté le 28 mai 2023)
28. 1 2  (ja) « 寄宿学校のジュリエット（２８） », sur Kōdansha (consulté le 28 juillet 2023)
29. 1 2  (ja) « 寄宿学校のジュリエット（２９） », sur Kōdansha (consulté le 23 octobre 2023)
30. 1 2  (ja) « 寄宿学校のジュリエット（３０） », sur Kōdansha (consulté le 3 décembre 2023)
31. 1 2  (ja) « 寄宿学校のジュリエット（３１） », sur Kōdansha (consulté le 22 février 2024)
32. 1 2 3  (ja) « 寄宿学校のジュリエット（３２） », sur Kōdansha (consulté le 26 avril 2024)
33. ↑  (ja) « 寄宿学校のジュリエット（３３） », sur Kōdansha (consulté le 26 avril 2024)

#### Édition française
1. 1 2  (fr) « Edens Zero T01 », sur Pika Édition (consulté le 23 septembre 2018)
2. 1 2  (fr) « Edens Zero T02 », sur Pika Édition (consulté le 8 novembre 2020)
3. 1 2  (fr) « Edens Zero T02 Édition limitée », sur Pika Édition (consulté le 6 août 2022)
4. 1 2  (fr) « Edens Zero T03 », sur Pika Édition (consulté le 8 novembre 2020)
5. 1 2  (fr) « Edens Zero T04 », sur Pika Édition (consulté le 8 novembre 2020)
6. 1 2  (fr) « Edens Zero T05 », sur Pika Édition (consulté le 8 novembre 2020)
7. 1 2  (fr) « Edens Zero T06 », sur Pika Édition (consulté le 8 novembre 2020)
8. 1 2  (fr) « Edens Zero T07 », sur Pika Édition (consulté le 8 novembre 2020)
9. 1 2  (fr) « Edens Zero T08 », sur Pika Édition (consulté le 8 novembre 2020)
10. 1 2  (fr) « Edens Zero T09 », sur Pika Édition (consulté le 8 novembre 2020)
11. 1 2  (fr) « Edens Zero T10 », sur Pika Édition (consulté le 8 novembre 2020)
12. 1 2  (fr) « Edens Zero T11 », sur Pika Édition (consulté le 8 novembre 2020)
13. 1 2  (fr) « Edens Zero T12 », sur Pika Édition (consulté le 8 novembre 2020)
14. 1 2  (fr) « Edens Zero T13 », sur Pika Édition (consulté le 8 novembre 2020)
15. 1 2  (fr) « Edens Zero T14 », sur Pika Édition (consulté le 7 février 2021)
16. 1 2  (fr) « Edens Zero T15 », sur Pika Édition (consulté le 30 mai 2021)
17. 1 2  (fr) « Edens Zero T16 », sur Pika Édition (consulté le 12 août 2021)
18. 1 2  (fr) « Edens Zero T17 », sur Pika Édition (consulté le 23 septembre 2021)
19. 1 2  (fr) « Edens Zero T18 », sur Pika Édition (consulté le 24 novembre 2021)
20. 1 2  (fr) « Edens Zero T19 », sur Pika Édition (consulté le 21 janvier 2022)
21. 1 2  (fr) « Edens Zero T20 », sur Pika Édition (consulté le 5 avril 2022)
22. 1 2  (fr) « Edens Zero T21 », sur Pika Édition (consulté le 20 juin 2022)
23. 1 2  (fr) « Edens Zero T22 », sur Pika Édition (consulté le 9 juillet 2022)
24. 1 2  (fr) « Edens Zero T23 », sur Pika Édition (consulté le 30 octobre 2022)
25. 1 2  (fr) « Edens Zero T24 », sur Pika Édition (consulté le 30 octobre 2022)
26. 1 2  (fr) « Edens Zero T25 », sur Pika Édition (consulté le 31 décembre 2022)
27. 1 2  (fr) « Edens Zero T26 », sur Pika Édition (consulté le 24 février 2023)
28. 1 2  (fr) « Edens Zero T27 », sur Pika Édition (consulté le 13 août 2023)
29. 1 2  (fr) « Edens Zero T28 », sur Pika Édition (consulté le 13 août 2023)
30. 1 2  (fr) « Edens Zero T29 », sur Pika Édition (consulté le 27 décembre 2023)
31. 1 2  (fr) « Edens Zero T30 », sur Pika Édition (consulté le 25 juin 2024)
32. 1 2  (fr) « Edens Zero T31 », sur Pika Édition (consulté le 25 juin 2024)
33. 1 2  (fr) « Edens Zero T32 », sur Pika Édition (consulté le 6 décembre 2024)
34. 1 2  (fr) « Edens Zero T33 », sur Pika Édition (consulté le 6 décembre 2024)